# Прналија (Радовиште)
Прналија (мкд. Прналија) је насеље у Северној Македонији, у југоисточном делу државе. Прналија је насеље у оквиру општине Радовиште.

## Географија
Прналија је смештена у југоисточном делу Северне Македоније. Од најближег града, Радовишта, насеље је удаљено 8 km северозападно.
Насеље Прналија се налази у историјској области Јуруклук. Насеље је положено северно од Радовишког поља, на јужним падинама планине Плачковице. Надморска висина насеља је приближно 650 метара. 
Месна клима је континентална.

## Становништво
Прналија је према последњем попису из 2002. године имала 122 становника.
Већинско становништво у насељу су етнички Турци (100%).
Претежна вероисповест месног становништва је ислам.